# Henry Arnold
Henry Harley Arnold, detto Hap (Gladwyne, 25 giugno 1886 – Sonoma, 15 gennaio 1950), è stato un generale statunitense e pioniere dell'aviazione.

## Biografia
Diplomatosi a West Point, partecipò alla prima guerra mondiale; dedicò tutta la sua carriera allo sviluppo delle forze aeree militari degli Stati Uniti e raggiunse il grado di generale.
Determinato e aggressivo, Arnold divenne all'inizio della seconda guerra mondiale il capo di stato maggiore delle United States Army Air Force che durante il conflitto si trasformarono, grazie soprattutto alle sue capacità di pianificazione e direzione, in una forza aerea di grande potenza in grado di bombardare con effetti distruttivi gli obiettivi nemici e di raggiungere la superiorità aerea in tutti i teatri bellici. Strenuo sostenitore dell'importanza decisiva del bombardamento strategico e dell'autonomia delle forze aeree statunitensi dall'esercito e dalla marina, svolse un ruolo politico-militare importante nel quadro dello sforzo bellico degli Stati Uniti partecipando anche alle grandi conferenze tra gli Alleati.
Dal carattere irrequieto e nervoso, impose il suo brusco stile di comando ai subordinati, controllando totalmente la guerra aerea statunitense e sostenendo con grande energia, nonostante ripetuti problemi di salute cardiaci, la campagna di bombardamento sulla Germania e sul Giappone e lo sviluppo dei bombardieri ultrapesanti Boeing B-29 Superfortress da lui ritenuti l'arma decisiva per accorciare la durata della guerra e dimostrare le capacità dell'USAAF.